# جوناثان أغيلا
جوناثان أغيلا (بالإسبانية: Jonathan Águila)‏ هو لاعب كرة قدم سلفادوري في مركز الهجوم، ولد في 11 نوفمبر 1990 في سان ميغيل في السلفادور. شارك مع منتخب السلفادور تحت 17 سنة لكرة القدم ومنتخب السلفادور تحت 20 سنة لكرة القدم ومنتخب السلفادور لكرة القدم. أما مع النوادي، فقد لعب مع نادي أكويلا ونادي سانتانيكوس أسوشيتد.